# Still a long way to go (曲)
「Still a long way to go」（スティル・ア・ロング・ウェイ・トゥ・ゴー）は、ChouChoと佐咲紗花の楽曲。
2018年12月26日に2人のアーティストによる初のコラボレーション・シングルとしてLantisから発売された。

## 概要
表題曲「Still a long way to go」は、2018年12月21日に発売されたテレビシリーズ『ガールズ&パンツァー』のボックス・セット『ガールズ&パンツァー TV&OVA 5.1ch Blu-ray Disc BOX』のテーマソングに使用された。
ChouChoと佐咲のデュエット曲については、「希望の絆」（パチンコ・パチスロ『ガールズ＆パンツァー』挿入歌）以来2作目となる。ChouCho自身が作曲したもので、これについて「このシングルを作るにあたっての打ち合わせで、「これまでたくさん『ガルパン』（ガールズ&パンツァー）曲は出しているけど、それらとは被らない『ガルパン』のあらたな魅力を引き出すような1枚にしよう」という方向性が決まりました。それで表題曲は、みんなで歌えるアンセム的な曲となりました。今回、初めてデュオ曲を作るにあたってお互いいちばんおいしい音域を活かしたいと思い、さやっぺ（佐咲）の歌声について詳しく教えてもらいました。私は中音域で、さやっぺは高音域が得意。だから普段自分で歌うときには使わないような高い音域まで使えるのが楽しくかったです。しかもふたりの歌声が重なる部分は、自分がイメージしていた以上のものになりました。ふたりは全然違う声質ですけど、合わさるとすごく心地よく響く。自分の曲ながら感動しました」と語っている。
カップリングには、2人それぞれのソロ曲が収録されている。ChouChoのソロ曲 「フロンティア」は、Nintendo Switch用ソフト『ガールズ&パンツァー ドリームタンクマッチDX』の主題歌として使用された。

## シングル収録内容
| #         | タイトル                              | 作詞      | 作曲      | 編曲      | 歌唱               | 時間  |
| --------- | ------------------------------------- | --------- | --------- | --------- | ------------------ | ----- |
| 1.        | 「Still a long way to go」            | 松井洋平  | ChouCho   | 村山☆潤   | ChouCho × 佐咲紗花 | 4:11  |
| 2.        | 「フロンティア」                      | ChouCho   | ChouCho   | 村山☆潤   | ChouCho            | 4:22  |
| 3.        | 「春色スカイ」                        | 佐咲紗花  | 佐咲紗花  | 菊池達也  | 佐咲紗花           | 4:11  |
| 4.        | 「Still a long way to go」(off vocal) |           |           |           |                    | 4:11  |
| 5.        | 「フロンティア」(off vocal)           |           |           |           |                    | 3:45  |
| 6.        | 「春色スカイ」(off vocal)             |           |           |           |                    | 4:19  |
| 合計時間: | 合計時間:                             | 合計時間: | 合計時間: | 合計時間: | 合計時間:          | 24:59 |

## 収録アルバム
| 曲名                   | 収録アルバム                             | 発売日        |
| ---------------------- | ---------------------------------------- | ------------- |
| Still a long way to go | ガールズ&パンツァー 10周年ベストアルバム | 2023年9月27日 |
| フロンティア           | ChouCho the BEST                         | 2021年12月8日 |